# 湯浅芳子
湯浅 芳子（ゆあさ よしこ、1896年12月7日 - 1990年10月24日）は、日本のロシア文学翻訳者。

## 略歴

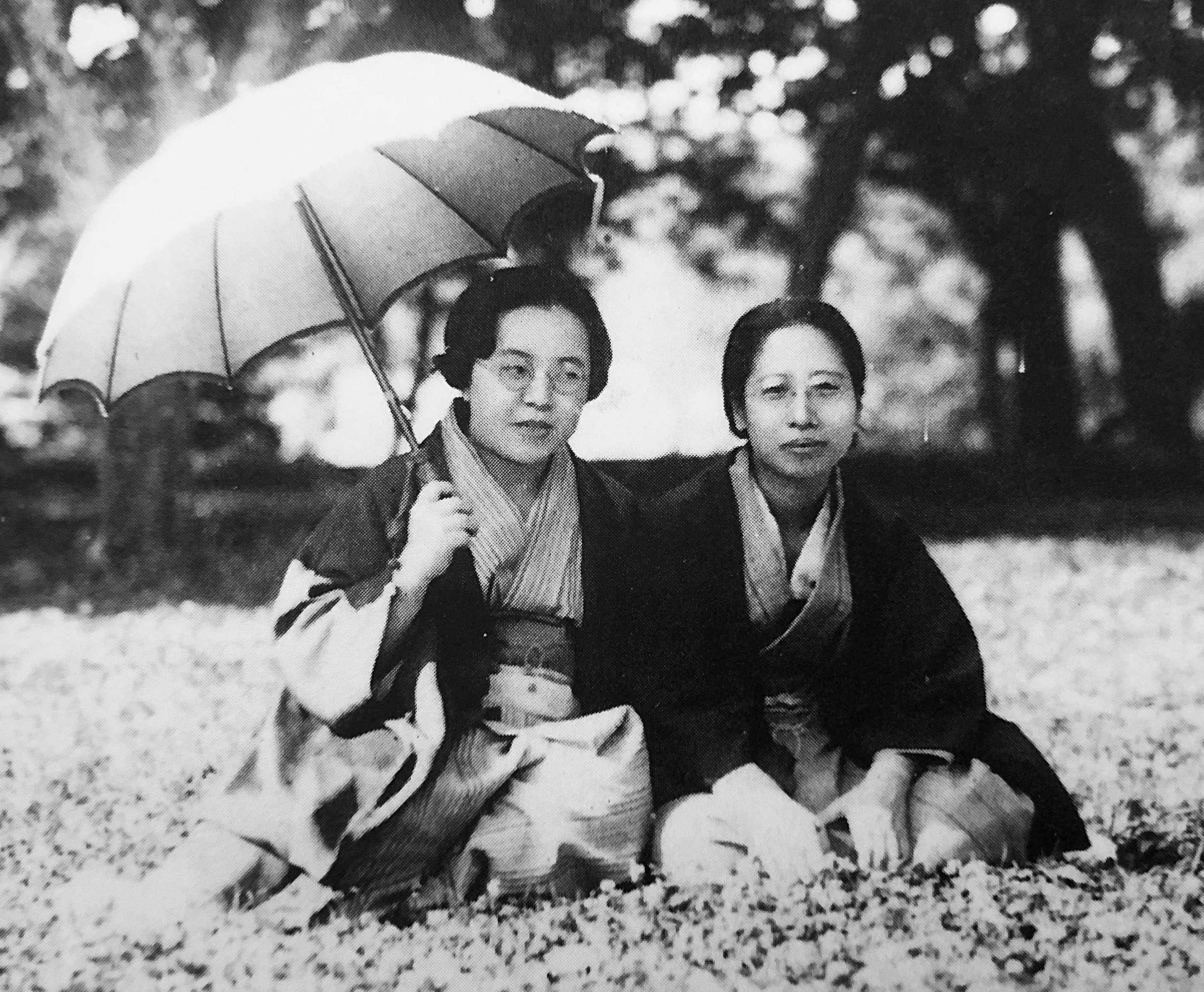
中條百合子（左）と湯浅芳子（右）。1926年、臼杵公園にて。

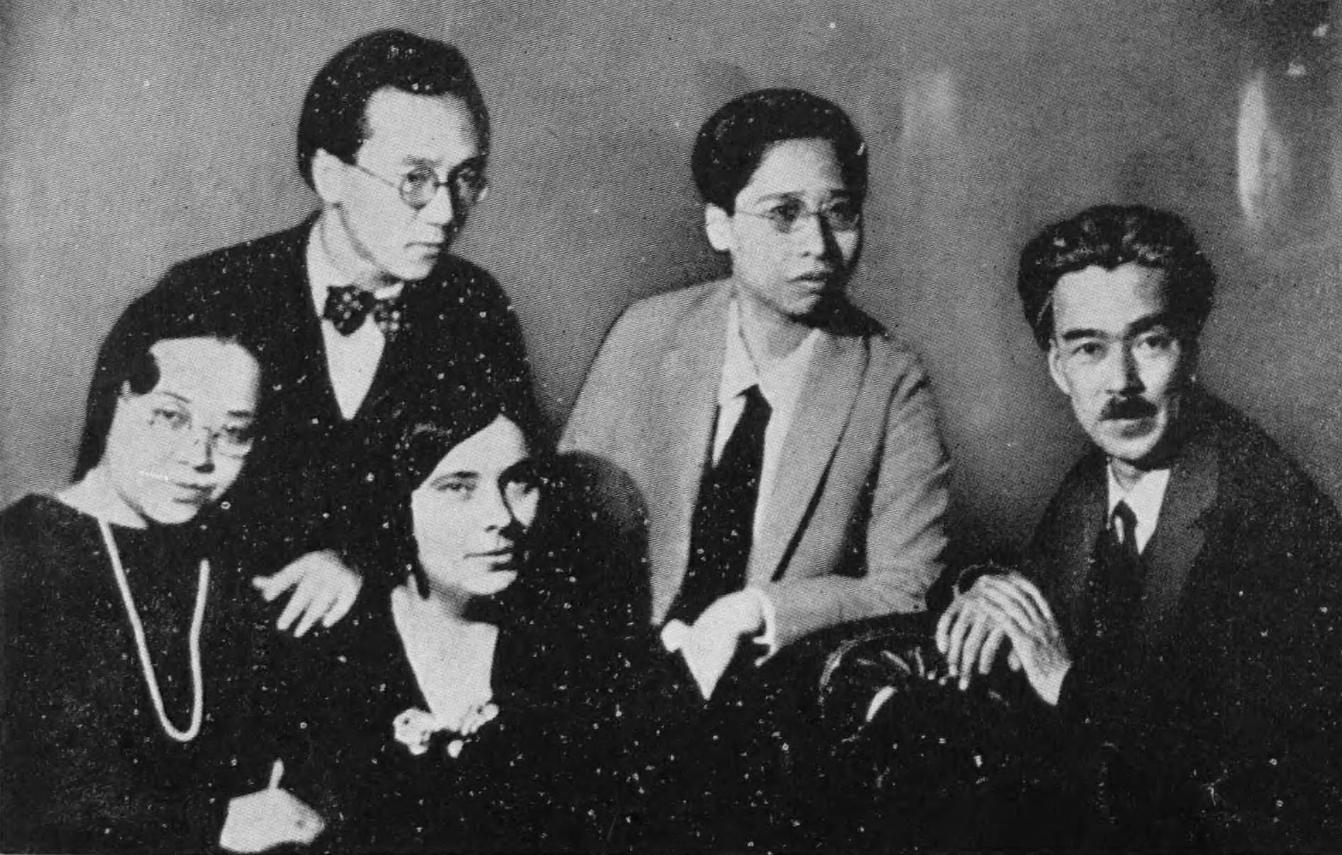
前列左から中條百合子、湯浅芳子。右端は秋田雨雀。モスクワにて撮影。

京都府京都市出身。裕福な商家に生まれる。17歳で日本女子大学英文予科に入学したが、中退してロシア文学者の昇曙夢に師事、ロシア文学とロシア語を学びはじめる。作家の田村俊子にファンレターを送ったのをきっかけに、1915年から田村との交流が始まる。田村は湯浅からの書簡をほとんどそまま使って小説「緑色」を執筆。愛国婦人会機関誌『愛国婦人』の編集に従事する中で、ロシア文学の翻訳・紹介を志す。24歳のとき京都の芸妓・北村セイと同棲。
その後、野上弥生子の紹介で宮本百合子（当時は中条百合子）と知り合い、1924年から当時の夫と離婚した百合子と共同生活を送る。1927年から1930年にかけて、百合子とともに当時のソ連に滞在。モスクワ大学の聴講生となり、チェーホフやゴーリキーを研究。この時期のことは百合子の『伸子』『二つの庭』『道標』に詳しい。
帰国後は、ロシア・ソビエト文学の翻訳紹介を行い、21世紀まで読み継がれる翻訳を発表した。
1947年12月から1年間、婦人民主クラブ機関紙『婦人民主新聞』の編集長も務めた。
百合子とは、彼女の再婚を期に共同生活を断ち、その後は深い関係にはいたらなかった。百合子は後年、湯浅との関係について「互の感情生活も極めて複雑であった」と夫婦にも似た関係であったことを書いている。湯浅は晩年の1978年になって、自分宛の百合子書簡を編集、発表し、百合子の全集が刊行される前の時期の研究の深化に寄与した。同性愛者であり、百合子をはじめとして何人かの女性と同棲生活を送ったが、異性と恋愛関係になることは最後までなかった（瀬戸内寂聴「孤高の人」によれば処女のまま生涯を終えたという）。生涯独身を貫いたこと（ただし晩年は、茶人で尾崎一雄夫人の異母姉である山原鶴が事実上のパートナーだった）で、フェミニズムの立場からの注目も集まっている。
晩年は浜松市の老人ホームで暮らした。1990年10月、93歳で没した。死後、彼女の功績を記念し、外国戯曲の優れた翻訳・脚色・上演を行った者に贈られる湯浅芳子賞が作られた。
死去の8か月前、沢部仁美が晩年の湯浅に取材し書き上げた『百合子、ダスヴィダーニヤ 湯浅芳子の青春』が刊行され、百合子との関係を含む半生が詳しく紹介された。
1997年に生前の湯浅と交流があった瀬戸内寂聴により回想評伝『孤高の人』が出版された。2008年には百合子との往復書簡が刊行された。
2010年には日本映画『百合子、ダスヴィダーニヤ』（浜野佐知監督）が制作された。

## 著書
- 『いっぴき狼』（筑摩書房） 1966年
- 『狼いまだ老いず』（筑摩書房） 1973年
- 編・解説『百合子の手紙』（筑摩書房） 1978年
- 『往復書簡 宮本百合子と湯浅芳子』（黒澤亜里子編著、翰林書房） 2008年

## 主な翻訳
- 『私は愛す』（アウデエンコ[注 1]、ナウカ社） 1936年
- 『処女地』（イワン・ツルゲーネフ、岩波文庫） 1936年、改版1974年
- 『ゴロヴリヨフ家の人々』（ニコライ・シチェードリン、世界文学社） 1948年、のち岩波文庫（上・下） 1975年
- 『その前夜』（ツルゲーネフ、岩波文庫） 1951年

### アントン・チェーホフ
- 『チェホフ全集 妻に送つたチェホフ書簡集』（新潮社） 1928年
  - 『妻への手紙』上・下（チェーホフ、岩波文庫）
- 『三人姉妹』（チェーホフ、岩波文庫） 1932年、改版 1950年
- 『チェーホフとゴーリキイ往復書簡集』（筑摩書房） 1941年
- 『桜の園』（チェーホフ、岩波文庫） 1950年
- 『伯父ヴァーニヤ』（チェーホフ、岩波文庫） 1951年
- 『かもめ』（チェーホフ、岩波文庫） 1952年、のち改版
- 『中二階のある家 / わが生活』（チェーホフ、岩波文庫） 1959年
- 『退屈な話 / 六号病室』（チェーホフ、岩波文庫） 1963年

### マクシム・ゴーリキー
- 『ゴーリキイ全集 幼年時代 / 随筆』（改造社） 1931年
- 『二十六人と一人』（マキシム・ゴリキイ、山本書店） 1936年
- 『日記の中から』（ゴーリキイ、改造社） 1937年
- 『人間の誕生』（ゴーリキイ、岩波文庫） 1946年
- 『追憶』上・下（ゴーリキイ、岩波文庫） 1952年
- 『幼年時代』（ゴーリキイ、岩波文庫） 1968年
- 『世の中へ出て』上・下（ゴーリキイ、岩波文庫） 1971年 - 1972年

### サムイル・マルシャーク
- 『森は生きている』（サムイル・マルシャーク、岩波少年文庫） 1953年、新版 2000年
- 『幸福はだれにくる』（マルシャーク、岩波少年文庫） 1956年
- 『魔法の品売ります』（マルシャーク、岩波書店） 1966年

## 伝記
- 沢部仁美『百合子、ダスヴィダーニヤ 湯浅芳子の青春』（文藝春秋） 1990年
  - 沢部ひとみ『百合子、ダスヴィダーニヤ 湯浅芳子の青春』（学陽書房女性文庫） 1996年
- 瀬戸内寂聴『孤高の人』筑摩書房 1997年／ちくま文庫 2007年